# Klaus Brandner
Klaus Brandner (30 gennaio 1990) è un ex sciatore alpino tedesco.

## Biografia
Attivo in gare FIS dal novembre del 2005, Brandner ha esordito in Coppa Europa il 17 dicembre 2009 a Patscherkofel in discesa libera (70º), in Coppa del Mondo il 23 febbraio 2013 a Garmisch-Partenkirchen nella medesima specialità (59º) e ai Campionati mondiali a Vail/Beaver Creek 2015, sua unica presenza iridata, dove si è classificato 27º nella discesa libera e 28º nel supergigante.
Il 7 febbraio 2016 ha colto a Jeongseon in supergigante il miglior piazzamento in Coppa del Mondo (14º) e il 15 febbraio 2019 ha ottenuto nella medesima specialità il miglior piazzamento in Coppa Europa, a Sarentino (5º). Il 7 dicembre 2019 ha preso per l'ultima volta il via in Coppa del Mondo, a Beaver Creek in discesa libera senza completare la prova; si è ritirato al termine della stagione 2019-2020 e la sua ultima gara è stata il supergigante dei Campionati tedeschi juniores 2020, disputato il 18 febbraio a Bischofswiesen/Götschen e non completato da Brandner.

## Palmarès

### Coppa del Mondo
- Miglior piazzamento in classifica generale: 99º nel 2016

### Coppa Europa
- Miglior piazzamento in classifica generale: 52º nel 2019

### South American Cup
- Miglior piazzamento in classifica generale: 8º nel 2016
- Vincitore della classifica di supergigante nel 2014
- 5 podi:
  - 3 vittorie
  - 1 secondo posto
  - 1 terzo posto

#### South American Cup - vittorie
| Data              | Località     | Paese | Specialità |
| ----------------- | ------------ | ----- | ---------- |
| 5 settembre 2013  | La Parva     | Cile  | SG         |
| 27 agosto 2015    | Valle Nevado | Cile  | SG         |
| 16 settembre 2015 | El Colorado  | Cile  | SG         |

Legenda:

SG = supergigante

### Campionati tedeschi
- 8 medaglie:
  - 3 ori (discesa libera nel 2014; discesa libera, supergigante nel 2016)
  - 3 argenti (supergigante nel 2013; supergigante nel 2014; supergigante nel 2019)
  - 3 bronzi (discesa libera, supercombinata nel 2011; discesa libera nel 2015)